# فيكرز في سي 10
الطائرة فيكرز في سى 10 (بالإنجليزية: Vickers VC10)‏ هي طائرة ركاب بريطانية أنتجت بواسطة شركة فيكرز-آرمسترونجز. حلقت الطائرة لأول مرة عام 1962. صممت الطائرة في سى 10 لكي تعمل لطائرة نقل ركاب للمسافات الطويلة بسرعات دون سرعة الصوت، بمقدرة على الطيران في الأجواء الإفريقية العالية ذات كثافة هواء قليلة. صممت ايضًا الطائرة في سى 10 لتعمل بمحركات نفاثة وتقلع بكل سهولة من على ممرات قصيرة والتي كانت غالبه حينها. حققت الطائرة فيكرز في سى 10 أسرع عبور للأطلنطي من لندن إلى نيويورك بواسطة طائرة نفاثة تعمل بسرعة دون سرعة الصوت، وظل الرقم القياسى مسجل باسمها حتى الآن. مع الملاحظة ان الطائرة كونكورد هي اسرع طائرة تعبر الأطلنطى تعمل بسرعة تفوق سرعة الصوت.
غالبًا ما تقارن الفيكرز في سى 10 بالطائرة السوفيتيه إليوشن إل-62، حيث ان كليهما يعملان بمحركات مثبته بالقرب من ذيل الطائرة، وهما الطائرتان الوحيدتان حتى الآن في الخدمة يعملان بمحركات مثبته بالقرب من الذيل. اعتبارًا من يونيو 2010، 13 طائرة في سى 10 ما زالت تعمل كطائرات تزود بالوقود في الجو لدي سلاح الجو الملكي.
شاركت الطائرات في سى 10 الخاصة بسلاح الجو الملكي في قصف الناتو ليوغوسلافيا عام 1999.

## المستخدمون
♠ المستخدمون الأصليون

### المستخدمون المدنيون
البحرين
- طيران الخليج

مجتمع شرق أفريقيا
- خطوط طيران شرق أفريقيا ♠

 غانا
- خطوط طيران غانا ♠

 لبنان
- طيران الشرق الأوسط

 مالاوي
- ملاوى للطيران

 نيجيريا
- الخطوط الجوية النيجيرية

 سلطنة عمان
- حكومة عمان

 قطر
- حكومة قطر

 سريلانكا
- سيريلانكا للطيران

 الإمارات العربية المتحدة
- حكومة الأمارات العربية المتحدة

 المملكة المتحدة

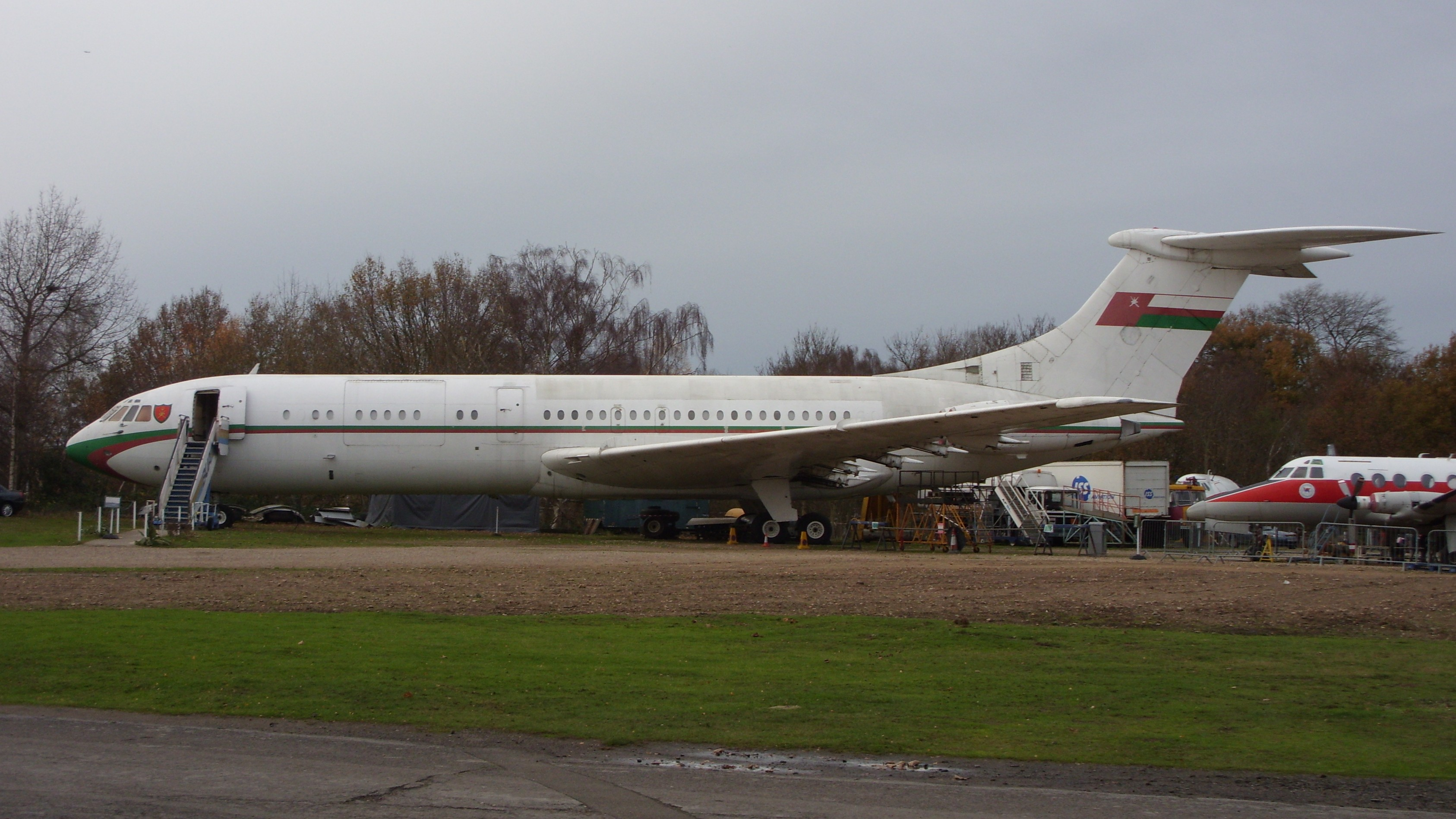
طائرة فيكرز في سى 10 كانت تتبع السلطة العمانية، والآن معروضة في معرض بروكلاندز بالقرب من سري.

- شركة الخطوط الجوية البريطانية لما وراء البحار ♠
- الخطوط الجوية البريطانية
- كالدونيان البريطانية
- خطوط طيران بريطانيا المتحدة ♠
- خطوط طيران لاكرز
- رولز رويس (لاختبار المحركات)

### المستخدمون العسكريون والحكومات
قطر
- جيش قطر

 المملكة المتحدة
- سلاح الجو الملكي ♠
- مؤسسة الطائرات الملكية

## انظر ايضًا
- بوينغ 707
- إليوشن إل-62
- لوكهيد تراى ستار (سلاح الجو الملكى)
- فيكرز فيسكونت